# Ванредно стање
Ванредно стање је објава државе којом се суспендују извесне нормалне функције власти, упозоравају грађани да измене своје уобичајене начине понашања и којом се наређују државним агенцијама да реализују већ припремљене планове у случају ванредног стања. Ванредно стање се може искористити и као образложење за суспендовање грађанских слобода. Ванредна стања се обично проглашавају у време природних непогода, пандемија односно епидемија, током периода грађанских немира или проглашења рата (тада се оно у неким земљама назива ратно стање). У римском праву, јустицијум је еквивалент ванредном стању.
У неким државама ванредно стање и његове последице на грађанске слободе и владине активности су регулисане уставима или законима који ограничавају овлашћења која се могу дозволити или права која се могу суспендовати током ванредног стања.

## Закон у појединим земљама

### Аргентина
Устав, који је неколико пута мењан, увек је омогућавао проглашење ванредног стања (дословно estado de sitio, „опсадно стање“) ако су устав или власти које он ствара угрожени унутрашњим немирима или страним нападима. Ова одредба се много злоупотребљавала током диктатура, а дуготрајна опсадна стања давала су влади слободу за сузбијање опозиције. Америчка конвенција о људским правима (Pacto de San José de Costa Rica), усвојена је 1969. године, али је у Аргентини ратификована тек 1984. године непосредно по завршетку Националног процеса реорганизације. Она ограничава злоупотребу ванредног стања захтевајући да било која држава потписница која то прогласи треба да обавести остале потписнике о својим околностима и трајању стања, као и о томе која су права погођена.

### Аустралија
Закони о ванредном стању разликују се у свакој држави Аустралије. Што се тиче управљања ванредним ситуацијама, региони (обично на бази локалне самоуправе) који су погођени природном катастрофом су одговорност државе, све док та држава не прогласи ванредно стање након чега стиче приступ Савезном фонду за ванредне ситуације ради помоћи у одговору и опоравку од природних катастрофа. Ванредно стање се не односи на целу државу, већ на округе или регионе, где су основни сервиси били поремећени.
Дана 18. марта 2020. године, у Аустралији је проглашена ванредна ситуација за људску биолошку безбедност због ризика по здравље људи који представља пандемија коронавируса (КОВИД-19), након што се Комитет за националну безбедност састао претходног дана. Закон о биобезбедности из 2015. године прецизира да генерални гувернер Аустралије може да прогласи такву ванредну ситуацију ако се министар здравља (тренутно Грег Хант) увери да „наведена људска болест представља озбиљну и непосредну претњу или наноси штету, здрављу људи у национално значајним размерама “. То министру даје опсежна овлашћења, укључујући наметање ограничења или спречавање кретања људи и робе између одређених места и евакуацију. Декларацију о биолошкој сигурности (Human Coronavirus with Pandemic Potential) 2020. прогласио је генерални гувернер Дејвид Харли, према члану 475 Закона.

#### Нови Јужни Велс
У Новом Јужном Велсу, премијер може, сходно Закону о државним ванредним ситуацијама и управљању спасавањем из 1989. године, да прогласи ванредно стање због стварне или непосредне појаве (попут пожара, поплаве, олује, земљотреса, експлозије, терористичког акта, несреће, епидемије или ратне акције) која угрожава или прети да угрози безбедност или здравље људи или животиња у држави, или уништава или оштећује, или прети да уништи или оштети имовину у држави, или проузрокује квар или значајан поремећај у основним сервисима или инфраструктури. Премијер је прогласио ванредно стање 11. новембра 2019. године као одговор на пожар Новог Јужног Велса 2019–2020. То је пети пут да је у тој држави проглашено ванредно стање од 2006. године и трајало је седам дана. Накнадне декларације дате су 19. децембра за следећих седам дана, и поново 2. јануара 2020. У NSW, сезона шумских пожара 2019–2020 резултирала је са 26 смртна случаја, уништила је 2.448 домова и изгорело 5,5 милиона хектара.

#### Викторија
У Викторији, викторијански премијер може прогласити ванредно стање према Закону о очувању јавне безбедности из 1958. године ако постоји претња по запосленост, безбедност или јавни ред. Проглашено ванредно стање омогућава премијеру да одмах донесе све жељене прописе како би осигурао јавни ред и безбедност. Декларација истиче након 30 дана, а резолуција горњег или доњег дома парламента може је раније опозвати. Међутим, ови прописи истичу ако се Парламент не сагласи да ће их наставити у року од седам дана.
Премијер (или делегат) може управљати или забранити рад било којег основног сервиса, као што је транспорт, гориво, енергија, вода или гас, према Закону о основним сервисима из 1958. године.
Ако постоји ванредна ситуација за коју је премијер, након разматрања савета релевантног министра и комесара за управљање ванредним ситуацијама, сагласан да представља или ће вероватно представљати значајну и раширену опасност по живот или имовину у Викторији, премијер, сходно Закону о управљању ванредним ситуацијама из 1986, може прогласити стање катастрофе у целини или у било ком делу или деловима државе. Стање катастрофе бави се питањима изван јавних здравствених проблема и намењено је решавању хитних случајева као што су природне катастрофе, експлозије, тероризам или опсаде, а може се користити и за суочавање са 'кугом или епидемијом'.
Закон о јавном здрављу и благостању из 2008. даје главном здравственом службенику опсежна овлашћења да предузме мере ‘за истраживање, уклањање или смањење ризика по јавно здравље‘, укључујући овлашћење да задржи, ограничи кретање или спречи улазак било ког лица у ванредну зону, „и да издаје било која друга упутства за која овлашћени службеник сматра да су разумно неопходна за заштиту јавног здравља”.

### Канада
Савезна влада Канаде може се користити Законом о ванредним ситуацијама за позивање на ванредно стање. Национално ванредно стање аутоматски истиче након 90 дана, осим ако га гувернер у Савету не продужи.  Постоје различити нивои ванредних ситуација: ванредна ситуација за јавно добро, ванредни јавни ред, међународна ванредна ситуација и ратна ванредна ситуација.
Закон о ванредним ситуацијама заменио је Закон о ратним мерама 1988. године. На Закон о ратним мерама се три пута позивало у канадској историји, најконтроверзније током Октобарске кризе 1970, а такође током Првог светског рата (од 1914. до 1920, против претње комунизма) и Другог светског рата (од 1942. до 1945, против претпостављене претње јапанских Канађана након напада империјалног Јапана на Перл Харбор).
Према важећем Закону о ванредним ситуацијама ванредно стање могу такође прогласити покрајинске, територијалне и општинске владе. Поред тога, канадска савезна влада и било која од њених провинцијских влада могу суспендовати, на пет година одједном, повеље права на основне слободе у одељку 2, на законска права у одељцима 7 до 14, и на права на једнакост у члану 15 законским прописима који се позивају без обзира на клаузулу, одељак 33, и стога се хитна овлашћења могу ефикасно створити чак и без употребе Закона о ванредним ситуацијама.